# Desert Guardian
Desert Guardian es un manga de un solo capítulo, creado por Kouta Hirano en 1995, se le considera como uno de sus hentais más importantes, ya que aparece el prototipo del Capitán Hans Günsche (que posteriormente sería reciclado para su manga Hellsing).

## Sinopsis
La historia comienza en el Medio Oriente, unos años luego de la Segunda Guerra Mundial; aquí vemos a un niño desesperado buscando ayuda para su hermana que fue retenida por el ejército israelí, así que en busca de ayuda encuentra a un soldado (con uniforme nazi) que le pide un poco de agua, el niño lo ayuda dándole un poco de esta y como pago por haberlo ayudado, va junto a él, a buscar a su hermana.
Mientras tanto, la hermana del niño es violada brutalmente por sus captores, así que luego de que ellos terminaran con ella, aparece Hans, el cual asesina a todos los soldados (no antes de revelar su nombre y su regimiento en la SS) y rescata a la chica que tenían de rehén. Al final él se va, no antes de agradecerle por el agua que le dio su amigo.
- Datos: Q5804101